# Bey Hamam
Bey Hamam, znan tudi kot Rajske kopeli, je turško kopališče, ki je ob Via Egnatia v Solunu, vzhodno od Panagia Halkeon.

## Zgodovina
Leta 1444 ga je zgradil sultan Murat II. To je bilo prvo osmansko kopališče v Solunu in najpomembnejše, ki še vedno stoji po vsej Grčiji. Zaradi tega je del tistih nekaj pomembnih ostankov osmanske kulture, ki so ostali v Solunu in Grčiji na splošno.
Gre za dvojno kopel, z dvema ločenima deloma za moške in ženske. Moški prostori so najbolj prostorni in razkošni, a vsi sledijo istemu tripartitnemu načrtu - zaporedju treh delov, hladne, mlačne in tople sobe. Velika pravokotna cisterna obdaja kopališča na vzhodu in zagotavlja njihovo oskrbo z vodo.
Kopeli za moške vključujejo veliko osmerokotno hladno sobo z galerijo, ki temelji na stebrih, arkadami, ki obkrožajo njihova okna, in poslikano kupolo. Na jugovzhodu ji sledi mlačna soba, prav tako osmerokotna, opremljena s kupolo z okulusi in z bogatim nizom slikanih upodobitev rastlin. Nadalje proti vzhodu leži kompleks vročih prostorov, urejenih okoli velike križne sobe, v kateri je vedno mogoče najti masažno mizo, ki stoji, kot vedno, v njenem središču. Na ta prostor se odpira osem majhnih toplih in mlačnih sob, opremljenih z umivalniki in marmornimi klopmi.
Kopeli so ostale v uporabi pod imenom Rajske kopeli do leta 1968, ko so jih za štiri leta dali v najem grški arheološki službi. Po solunskem potresu leta 1978, ki je še posebej močno stresel Solun, so terme obnovili in se še danes uporabljajo za kulturne prireditve in kratkotrajne razstave. Medtem je vzhodni prizidek postal glavna trgovina fundacije arheoloških prejemkov ministrstva za kulturo Helenske republike.

## Galerija
- Vhod v moško četrt kopališča
- Hladilna soba
- Mlačna soba
- Kupola z okulusi v topli sobi
- Kupola z okulusi v topli sobi
- Topla soba
- Topla soba
- Topla soba